# (469361) 2001 HY65
(469361) 2001 HY65, também escrito como (469361) 2001 HY65, é um objeto transnetuniano que está localizado no cinturão de Kuiper, uma região do Sistema Solar. Ele é classificado como um cubewano. O mesmo possui uma magnitude absoluta de 6,4 e tem um diâmetro com cerca de 231 km. O astrônomo Mike Brown liste este corpo celeste em sua página na internet como um candidato a possível planeta anão.

## Descoberta
(469361) 2001 HY65 foi descoberto no dia 26 de abril de 2001 pelos astrônomos  K. J. Meech, e Marc W. Buie.

## Órbita
A órbita de (469361) 2001 HY65 tem uma excentricidade de 0,124 e possui um semieixo maior de 43,349 UA. O seu periélio leva o mesmo a uma distância de 37,991 UA em relação ao Sol e seu afélio a 48,707 UA.